# Artëm Levin
Artëm Valer'evič Levin (in russo Артём Валерьевич Левин?; Prokop'evsk, 8 dicembre 1986) è un kickboxer e thaiboxer russo di origini ebraiche.
È sotto contratto con la prestigiosa promozione singaporiana Glory nella quale è l'attuale campione dei pesi medi dal 2014, quando nello stesso evento vinse un torneo ad otto uomini sconfiggendo in finale Joe Schilling; è stato finalista del torneo del 2013 venendo sconfitto in finale da Joe Schilling.
In passato ha militato nelle massime organizzazioni di kickboxing al mondo quali K-1 e It's Showtime; vanta numerosi successi sia nel kickboxing che nella sua disciplina principale, ovvero il muay thai: è stato infatti campione europeo ed intercontinentale dei pesi welter WMC nel 2007, vincitore del torneo Battle of Champions nel 2008, campione dei pesi welter It's Showtime nel 2010 con una difesa del titolo e campione dei pesi mediomassimi WBC Muaythai nel 2011.
Da dilettante ha vinto numerosi titoli continentali ed intercontinentali, tra questi il mondiale del 2013 organizzato da IFMA e SportAccord.
Soprannominato "The Lion", Levin è noto per il suo stile molto tecnico e la sua abilità nel tagliare gli angoli che lo differenziano dalla kickboxing olandese e lo accomunano maggiormente al pugilato.
In carriera vanta importanti vittorie su Kem Sitsongpeenong, Petro Nakonechnyi (2 volte), Vitaly Gurkov, Dmitry Shakuta, Artem Vakhitov, Yodsanklai Fairtex, Kaoklai Kaennorsing, Murthel Groenhart, Roberto Cocco, Marc de Bonte, Sahak Parparyan, Filip Verlinden e Joe Schilling.